# Qiu Jun
Pour les articles homonymes, voir Qiu.
Qiu Jun, né en 1421, mort en 1495, est un fonctionnaire et écrivain de la dynastie Ming.
Qiu Jun, membre de l’académie Hanlin, a été ministre des Rites.
Il est l'auteur d'une pièce de théâtre au contenu édifiant, Les Cinq Relations sociales au complet. Cette pièce, défendant les valeurs morales confucéennes, a été l'objet de moqueries de la part de certains contemporains.